# اچ‌ام‌اس مینرو (۱۸۹۵)
اچ‌ام‌اس مینرو (۱۸۹۵) (به انگلیسی: HMS Minerva (1895)) یک کشتی بود که طول آن ۳۵۰ فوت (۱۰۶٫۷ متر) بود. این کشتی در سال ۱۸۹۵ ساخته شد.